# TSPAN32
TSPAN32 (англ. Tetraspanin 32) – білок, який кодується однойменним геном, розташованим у людей на короткому плечі 11-ї хромосоми. Довжина поліпептидного ланцюга білка становить 320 амінокислот, а молекулярна маса — 34 631.
| 10         |  | 20         |  | 30         |  | 40         |  | 50         |
| ---------- |  | ---------- |  | ---------- |  | ---------- |  | ---------- |
| MGPWSRVRVA |  | KCQMLVTCFF |  | ILLLGLSVAT |  | MVTLTYFGAH |  | FAVIRRASLE |
| KNPYQAVHQW |  | AFSAGLSLVG |  | LLTLGAVLSA |  | AATVREAQGL |  | MAGGFLCFSL |
| AFCAQVQVVF |  | WRLHSPTQVE |  | DAMLDTYDLV |  | YEQAMKGTSH |  | VRRQELAAIQ |
| DVFLCCGKKS |  | PFSRLGSTEA |  | DLCQGEEAAR |  | EDCLQGIRSF |  | LRTHQQVASS |
| LTSIGLALTV |  | SALLFSSFLW |  | FAIRCGCSLD |  | RKGKYTLTPR |  | ACGRQPQEPS |
| LLRCSQGGPT |  | HCLHSEAVAI |  | GPRGCSGSLR |  | WLQESDAAPL |  | PLSCHLAAHR |
| ALQGRSRGGL |  | SGCPERGLSD |  |            |  |            |  |            |

A: Аланін

C: Цистеїн

D: Аспарагінова кислота

E: Глутамінова кислота

F: Фенілаланін

G: Гліцин

H: Гістидин

I: Ізолейцин

K: Лізин

L: Лейцин

M: Метіонін

N: Аспарагін

P: Пролін

Q: Глутамін

R: Аргінін

S: Серин

T: Треонін

V: Валін

W: Триптофан

Задіяний у такому біологічному процесі, як альтернативний сплайсинг. 
Локалізований у мембрані.